# Hermijntje Drenth
Hermijntje Drenth, född den 19 juli 1994, är en nederländsk roddare.

## Karriär
Vid olympiska sommarspelen 2024 i Paris ingick Hermijntje Drenth i det nederländska lag som tog guld i fyra utan styrman.